# Campionati europei giovanili di nuoto 2012
I XXXIX Campionati europei giovanili di nuoto si sono svolti in Belgio dal 4 al 7 luglio 2012. Le sedi di gara sono state ad Anversa.

## Medagliere
| Posizione | Paese         | Oro | Argento | Bronzo | Totale |
| --------- | ------------- | --- | ------- | ------ | ------ |
| 1         | Russia        | 12  | 6       | 3      | 21     |
| 2         | Italia        | 7   | 4       | 3      | 14     |
| 3         | Germania      | 6   | 10      | 7      | 23     |
| 4         | Gran Bretagna | 4   | 8       | 7      | 19     |
| 5         | Ungheria      | 3   | 3       | 3      | 9      |
| 6         | Spagna        | 2   | 2       | 4      | 8      |
| 7         | Danimarca     | 2   | 0       | 2      | 4      |
| 8         | Svezia        | 1   | 1       | 2      | 4      |
| 9         | Grecia        | 1   | 1       | 0      | 2      |
| 10=       | Croazia       | 1   | 0       | 0      | 1      |
| 10=       | Moldavia      | 1   | 0       | 0      | 1      |
| 12        | Ucraina       | 0   | 3       | 1      | 4      |
| 13        | Polonia       | 0   | 1       | 2      | 3      |
| 14        | Israele       | 0   | 1       | 0      | 1      |
| 15=       | Austria       | 0   | 0       | 1      | 1      |
| 15=       | Bielorussia   | 0   | 0       | 1      | 1      |
| 15=       | Francia       | 0   | 0       | 1      | 1      |
| 15=       | Georgia       | 0   | 0       | 1      | 1      |
| 15=       | Lituania      | 0   | 0       | 1      | 1      |
| 15=       | Paesi Bassi   | 0   | 0       | 1      | 1      |
| 15=       | Slovenia      | 0   | 0       | 1      | 1      |
| Totale    |               | 40  | 40      | 41     | 121    |

## Nuoto

### Uomini
RC = record dei campionati
| Evento               | Oro                                                                            | Tempo      | Argento                                                                   | Tempo    | Bronzo                                                                        | Tempo    |
| Stile libero         |                                                                                |            |                                                                           |          |                                                                               |          |
| 50 m                 | Maximilian Oswald                                                              | 22.28      | Volodymyr Suschyk                                                         | 22.60    | Bogdan Plavin                                                                 | 22.63    |
| 100 m                | Maximilian Oswald                                                              | 49.68      | Stepan Surkov                                                             | 50.27    | Oscar Ekstroem                                                                | 50.35    |
| 200 m                | Riccardo Maestri                                                               | 1'48.62    | Maximilian Oswald                                                         | 1'49.55  | Christian Scherübl                                                            | 1'49.67  |
| 400 m                | Gabriele Detti                                                                 | 3'49.67    | Matthew Johnson                                                           | 3'51.04  | James Guy                                                                     | 3'51.84  |
| 800 m                | Rob Muffels                                                                    | 7'59.43    | Antonio Arroyo Perez                                                      | 8'01.65  | Marcin Kaczmarski                                                             | 8'02.13  |
| 1500 m               | Gabriele Detti                                                                 | 15'11.41   | Rob Muffels                                                               | 15'18.82 | Antonio Arroyo Perez                                                          | 15'21.89 |
| Dorso                |                                                                                |            |                                                                           |          |                                                                               |          |
| 50 m                 | Niccolò Bonacchi                                                               | 25.46      | Tomer Zamir                                                               | 25.76    | Viktar Staselovich Nikita Ulyanov                                             | 25.88    |
| 100 m                | Andrei Shabasov                                                                | 55.24      | Fabio Laugeni                                                             | 55.31    | Niccolo' Bonacchi                                                             | 55.63    |
| 200 m                | Joseph Patching                                                                | 1'59.45    | Luca Mencarini                                                            | 1'59.66  | Danas Rapšys                                                                  | 2'00.12  |
| Rana                 |                                                                                |            |                                                                           |          |                                                                               |          |
| 50 m                 | Oleg Utekhin                                                                   | 27.57      | Ross Murdoch                                                              | 28.09    | Johannes Skagius                                                              | 28.41    |
| 100 m                | Danila Artiomov                                                                | 1'01.60    | Johannes Skagius                                                          | 1'01.61  | Craig Benson                                                                  | 1'01.64  |
| 200 m                | Marat Amaltdinov                                                               | 2'13.15    | Ross Murdoch                                                              | 2'14.53  | Bolkvadze Irakli                                                              | 2'15.46  |
| Delfino              |                                                                                |            |                                                                           |          |                                                                               |          |
| 50 m                 | Mihael Vukic                                                                   | 23.96      | Benjamin Proud                                                            | 24.11    | Maximilian Oswald                                                             | 24.21    |
| 100 m                | Andreas Vazaios                                                                | 53.43      | Michal Poprawa                                                            | 53.48    | Albert Puig Garrich                                                           | 53.77    |
| 200 m                | Matthew Johnson                                                                | 1'58.50    | Andrey Tambovskiy                                                         | 1'59.25  | Tobias Zajusch                                                                | 1'58.78  |
| Misti                |                                                                                |            |                                                                           |          |                                                                               |          |
| 200 m                | Albert Puig Garrich                                                            | 2'00.95    | Andreas Vazaios                                                           | 2'01.73  | Phillipp Forster                                                              | 2'01.94  |
| 400 m                | Matthew Johnson                                                                | 4'17.26    | Kevin Wedel                                                               | 4'21.50  | Semen Makovich                                                                | 4'21.86  |
| Staffette            |                                                                                |            |                                                                           |          |                                                                               |          |
| 4x100 m stile libero | Russia Alexey Amosov Stepan Surkov Maksim Startcev Aleksandr Popkov            | 3'20"82    | Germania Tim-Thorben Suck Tony Fitterer Noel Gogler Maximilian Oswald     | 3'21"18  | Polonia Daniel Rzadkowski Filip Bujoczek Sebastian Szczepanski Michal Poprawa | 3'21"96  |
| 4x200 m stile libero | Italia Andrea Mitchell D'Arrigo Gabriele Detti Damiano Corapi Riccardo Maestri | 7'19"56 RC | Germania Poul Zellmann Tim-Thorben Suck Maximilian Oswald Jacob Heidtmann | 7'23"19  | Russia Maksim Startcev Alexander Dudik Stepan Surkov Aleksandr Popkov         | 7'23"79  |
| 4x100 m misti        | Italia Fabio Laugeni Francesco Giordano Andrea Bazzoli Giacomo Ferri           | 3'41"36    | Russia Andrei Shabasov Aleksandr Popkov Vsevolod Zanko Stepan Surkov      | 3'41"49  | Regno Unito Joseph Patching Sam Horrocks Craig Benson Leo Jaggs               | 3'42"84  |

### Donne
| Evento               | Oro                                                                                | Tempo      | Argento                                                                    | Tempo    | Bronzo                                                                                   | Tempo    |
| Stile libero         |                                                                                    |            |                                                                            |          |                                                                                          |          |
| 50 m                 | Anna-Stephanie Dietterle                                                           | 25.40      | Rozaliya Nasretdinova                                                      | 25.65    | Nastja Govejsek                                                                          | 25.68    |
| 100 m                | Mariya Baklakova                                                                   | 55.08      | Anna-Stephanie Dietterle                                                   | 55.42    | Amelia Maughan                                                                           | 55.64    |
| 200 m                | Mariya Baklakova                                                                   | 1'58.59    | Diletta Carli                                                              | 1'59.75  | Mie Nielsen                                                                              | 1'59.91  |
| 400 m                | Diletta Carli                                                                      | 4'09.36 RC | Ksenia Yuskova                                                             | 4'12.28  | Camille Gheorghiu                                                                        | 4'12.64  |
| 800 m                | María Vilas Vidal                                                                  | 8'42.41    | Nikoletta Kiss                                                             | 8'43.03  | Flora Sibalin                                                                            | 8'45.00  |
| 1500 m               | Leonie Antonia Beck                                                                | 16'29.12   | Lena-Sophie Bermel                                                         | 16'32.67 | María Vilas Vidal                                                                        | 16'37.25 |
| Dorso                |                                                                                    |            |                                                                            |          |                                                                                          |          |
| 50 m                 | Mie Nielsen                                                                        | 28.51 RC   | Anna-Stephanie Dietterle                                                   | 28.73    | Jessica Fullalove                                                                        | 28.99    |
| 100 m                | Mie Nielsen                                                                        | 1'00.87    | Jessica Fullalove                                                          | 1'01.72  | Ambra Esposito                                                                           | 1'02.57  |
| 200 m                | Iuliia Larina                                                                      | 2'11.07    | Iryna Glavnyk                                                              | 2'12.87  | Ambra Esposito                                                                           | 2'14.45  |
| Rana                 |                                                                                    |            |                                                                            |          |                                                                                          |          |
| 50 m                 | Margarethe Hummel                                                                  | 31.55      | Sophie Taylor                                                              | 31.76    | Anna Sztankovics                                                                         | 31.98    |
| 100 m                | Anna Sztankovics                                                                   | 2'08.43    | Margarethe Hummel                                                          | 1'09.33  | Julia Willers                                                                            | 1'10.02  |
| 200 m                | Molly Renshaw                                                                      | 2'27.66    | Anna Sztankovics                                                           | 2'28.63  | Sophie Taylor                                                                            | 2'29.55  |
| Delfino              |                                                                                    |            |                                                                            |          |                                                                                          |          |
| 50 m                 | Louise Hansson                                                                     | 26.53      | Svetlana Čimrova                                                           | 26.62    | Elena Czeschner                                                                          | 27.14    |
| 100 m                | Svetlana Čimrova                                                                   | 59.07      | Liliana Szilágyi                                                           | 59.91    | Christina Munkholm                                                                       | 1'00.24  |
| 200 m                | Liliana Szilagyi                                                                   | 2'10.53    | Elena Czeschner                                                            | 2'12.10  | Rosalie Kaethner                                                                         | 2'14.45  |
| Misti                |                                                                                    |            |                                                                            |          |                                                                                          |          |
| 200 m                | Dalma Sebestyen                                                                    | 2'16.09    | Iryna Glavnyk                                                              | 2'17.06  | Reka Gyorgy                                                                              | 2'17.20  |
| 400 m                | Iuliia Larina                                                                      | 4'44.70    | María Vilas Vidal                                                          | 4'45.48  | Chloe Tutton                                                                             | 4'48.47  |
| Staffette            |                                                                                    |            |                                                                            |          |                                                                                          |          |
| 4x100 m stile libero | Russia Mariya Baklakova Rozaliya Nasretdinova Valeriya Kolotushkina Ksenia Yuskova | 3'43"12 RC | Regno Unito Grace Vertigans Harriet Cooper Chloe Tutton Amelia Maughan     | 3'45"18  | Paesi Bassi Amy de Langen Rosa Veerman Denise van Ark Esmee Vermeulen                    | 3'45"51  |
| 4x200 m stile libero | Russia Mariya Baklakova Ksenia Yuskova Anastasia Guzhenkova Valeriya Kolotushkina  | 8'06"85    | Italia Diletta Carli Miriana Durante Gioelemaria Origlia Francesca Annis   | 8'11"56  | Spagna Marta Ruiz Dominguez Fatima Gallardo Carapeto María Vilas Vidal Irene Andrea Lope | 8'11"94  |
| 4x100 m misti        | Russia Iuliia Larina Valeriya Kolotushkina Anna Belousova Mariya Baklakova         | 4'07"61    | Regno Unito Jessica Fullalove Grace Vertigans Sophie Taylor Harriet Cooper | 4'08"40  | Germania Selina Hocke Elena Czeschner Margarethe Hummel Anna-Stephanie Dietterle         | 4'08"80  |